# Instituto Politécnico Brasileiro
O Instituto Politécnico Brasileiro (IPB) foi uma instituto de engenharia brasileiro criada em 1862 durante o período Imperial, e que marca a primeira associação de Engenheiros do país. O corpo técnico que compunha o IPB eram pessoas de destaque na engenharia imperial, como Benjamim Constant, Aarão Reis e Manuel Pereira Reis (Matemáticas Abstratas e Concretas), Antônio de Paula Freitas (Matemáticas Aplicadas); Guilherme Schuch Capanema, José de Saldanha da Gama (História Natural); André Rebouças (Estradas de Ferro); Barão de Tefé (Navegação e Hidrografia), etc, que constavam nas comissões em 1887, por exemplo.
O Instituto não foi oficialmente dissolvido, mas deixou de existir provavelmente em meados do século XX.